# Deborah Voigt
Deborah Voigt (Chicago, 4 agosto 1960) è un soprano statunitense.

## Biografia
È nata in una famiglia appartenente alla Southern Baptist Convention e cresciuta a Wheeling.
All'età di quattordici anni si sposta con la famiglia a Placentia. È una ex alunna del programma Adler Fellowship  (1986).
Nel 1978 vince un premio della cattedrale di cristallo e studia canto alla California State University di Fullerton.
Nel 1985 partecipa al National Council Concert del Metropolitan Opera House di New York.
Nel 1990 vince il Concorso internazionale Čajkovskij.

## Repertorio
| Repertorio operistico | Repertorio operistico        | Repertorio operistico |
| Ruolo                 | Titolo                       | Autore                |
| --------------------- | ---------------------------- | --------------------- |
| Leonore               | Fidelio                      | Beethoven             |
| Cassandra             | Les Troyens                  | Berlioz               |
| Alceste               | Alceste                      | Gluck                 |
| Hanna Glawari         | Die lustige Witwe            | Lehár                 |
| Gioconda              | La Gioconda                  | Ponchielli            |
| Minnie                | La fanciulla del West        | Puccini               |
| Floria Tosca          | Tosca                        | Puccini               |
| Mimì                  | La bohème                    | Puccini               |
| Zelmira               | Zelmira                      | Rossini               |
| Madama Cortese        | Il viaggio a Reims           | Rossini               |
| Imperatrice           | Die Frau ohne Schatten       | Strauss               |
| Crisotemide           | Elektra                      | Strauss               |
| Elena                 | Die ägyptische Helena        | Strauss               |
| Salomè                | Salomè                       | Strauss               |
| Arianna               | Ariadne auf Naxos            | Strauss               |
| Maria                 | Friedenstag                  | Strauss               |
| Aida                  | Aida                         | Verdi                 |
| Amelia                | Un ballo in maschera         | Verdi                 |
| Leonora               | Il Trovatore                 | Verdi                 |
| Elsa                  | Lohengrin                    | Wagner                |
| Sieglinde Brünnhilde  | Die Walküre                  | Wagner                |
| Elisabeth             | Tannhäuser                   | Wagner                |
| Isotta                | Tristan und Isolde           | Wagner                |
| Senta                 | Der fliegende Holländer      | Wagner                |
| Brünnhilde            | Götterdämmerung              | Wagner                |
| Brünnhilde            | Siegfried                    | Wagner                |
| Rezia                 | Oberon                       | Weber                 |
| Bianca                | Eine florentinische Tragödie | Zemlinsky             |

## CD
- Berlioz: Les Troyens - Deborah Voigt/Françoise Pollet/Gary Lakes/Chœur & Orchestre symphonique de Montréal/Charles Dutoit, 1994 Decca - Grammy Award for Best Opera Recording 1996
- Strauss R: Die Frau ohne Schatten - Ben Heppner/Deborah Voigt/Giuseppe Sinopoli/Staatskapelle Dresden, 1997 Teldec
- Strauss R: Friedenstag - Albert Dohmen/Alfred Reiter/André Eckert/Chor der Staatsoper Dresden/Deborah Voigt/Giuseppe Sinopoli/Jochen Kupfer/Jochen Schmeckenbecher/Johan Botha/Jürgen Commichau/Matthias Brauer/Matthias Henneberg/Staatskapelle Dresden/Tom Martinsen, 2001 Deutsche Grammophon
- Wagner: Tristan und Isolde - Christian Thielemann/Deborah Voigt/Orchester der Wiener Staatsoper/Peter Weber/Petra Lang/Thomas Moser, 2004 Deutsche Grammophon

## DVD
- Ponchielli: La Gioconda (Liceu, 2005) - Deborah Voigt/Carlo Colombara/Ewa Podleś, regia Pier Luigi Pizzi, Arthaus Musik
- Puccini, Fanciulla del West - Luisotti/Voigt/Giordani/MET, 2010 Deutsche Grammophon
- Wagner, Crepuscolo degli dei - Luisi/Voigt/Morris/Meier/MET, 2010 Deutsche Grammophon
- Wagner, Walkiria - Levine/Voigt/Westbroek/Terfel, 2010 Deutsche Grammophon